# Jason Han
Jason Han (18 de enero de 1980) es un deportista estadounidense que compitió en taekwondo. Ganó dos medallas de bronce en el Campeonato Panamericano de Taekwondo en los años 2000 y 2002.

## Palmarés internacional
| Campeonato Panamericano | Campeonato Panamericano | Campeonato Panamericano | Campeonato Panamericano |
| Año                     | Lugar                   | Medalla                 | Categoría               |
| ----------------------- | ----------------------- | ----------------------- | ----------------------- |
| 2000                    | Oranjestad (Aruba)      | Medalla de bronce       | –67 kg                  |
| 2002                    | Quito (Ecuador)         | Medalla de bronce       | –67 kg                  |